# Kokonte
Vous pouvez aider à l'améliorer ou bien discuter des problèmes sur sa page de discussion.
- Il peut contenir un travail inédit ou des déclarations non vérifiées. Vous pouvez l’améliorer en ajoutant des références. (Marqué depuis mai 2022)

Vous pouvez aider à l'améliorer ou bien discuter des problèmes sur sa page de discussion.
- Il ne cite pas suffisamment ses sources. Vous pouvez indiquer les passages à sourcer avec {{référence nécessaire}} ou {{Référence souhaitée}}, et inclure les références utiles en les liant aux notes de bas de page. (Marqué depuis mai 2022)

- Archive Wikiwix
- Bing
- Cairn
- DuckDuckGo
- E. Universalis
- Gallica
- Google
- G. Books
- G. News
- G. Scholar
- Persée
- Qwant
- (zh) Baidu
- (ru) Yandex
- (wd) trouver des œuvres sur Wikidata

Le kokonte, aussi connu sous le nom d'abetiɛ, lapiiwa, lapelawa ou « face the wall » (brown fufu en anglais), est un aliment de base principalement consommé en Afrique de l'Ouest, entre autres au Togo, au Ghana et au Nigeria, mais aussi dans les Caraïbes. Il est souvent préparé à partir de racine de manioc, de manioc séché ou pilé ou d'igname,. Il est généralement marron, gris ou vert foncé. Il est très proche du tapioca, un plat brésilien populaire également populaire dans la région de la Volta au Ghana.
Au Ghana, le kokonte est un plat à base de farine de manioc, traditionnellement consommé avec des soupes à base de noix de palme ou d'arachides. Il est consommé par la plupart des ethnies, notamment Ga, Akan et Hausa, mais il est principalement associé aux foyers pauvres en raison de son faible coût par calorie. Il possède un nom local dérivé des langues kwa.

## Préparation
La poudre de manioc ou d'igname séchée est mêlée à de l'eau bouillante afin de créer une pâte qui est remuée jusqu'à ce que de la couleur (vert, brun) apparaisse. 
Pour obtenir du manioc comestible, la plante doit d'abord être pelée puis lavée et coupé en morceaux. Ces chips de manioc sont généralement séchées au soleil, puis broyées dans un moulin en poudre. Il existe plusieurs façons de sécher le manioc. Au Ghana, certains agriculteurs utilisent un apa (en langue twi), une sorte de stand fait de feuilles de palmier sur lequel les agriculteurs placent leur manioc qui est ainsi séché par la fumée sortant du bois. Cette méthode de séchage donne aux chips de manioc un aspect noirci qui affecte l'aspect final du kokonte. Une autre méthode consiste à sécher les cossettes de manioc à la lumière du soleil en les étalant sur un plateau de séchage. Lorsque les copeaux de manioc non séchés sont laissés sans surveillance pendant suffisamment de temps, une forme d'algues brunâtres se développe sur les surfaces. Après avoir développé ce champignon, l'apparence et le goût du plat final sont affectés.

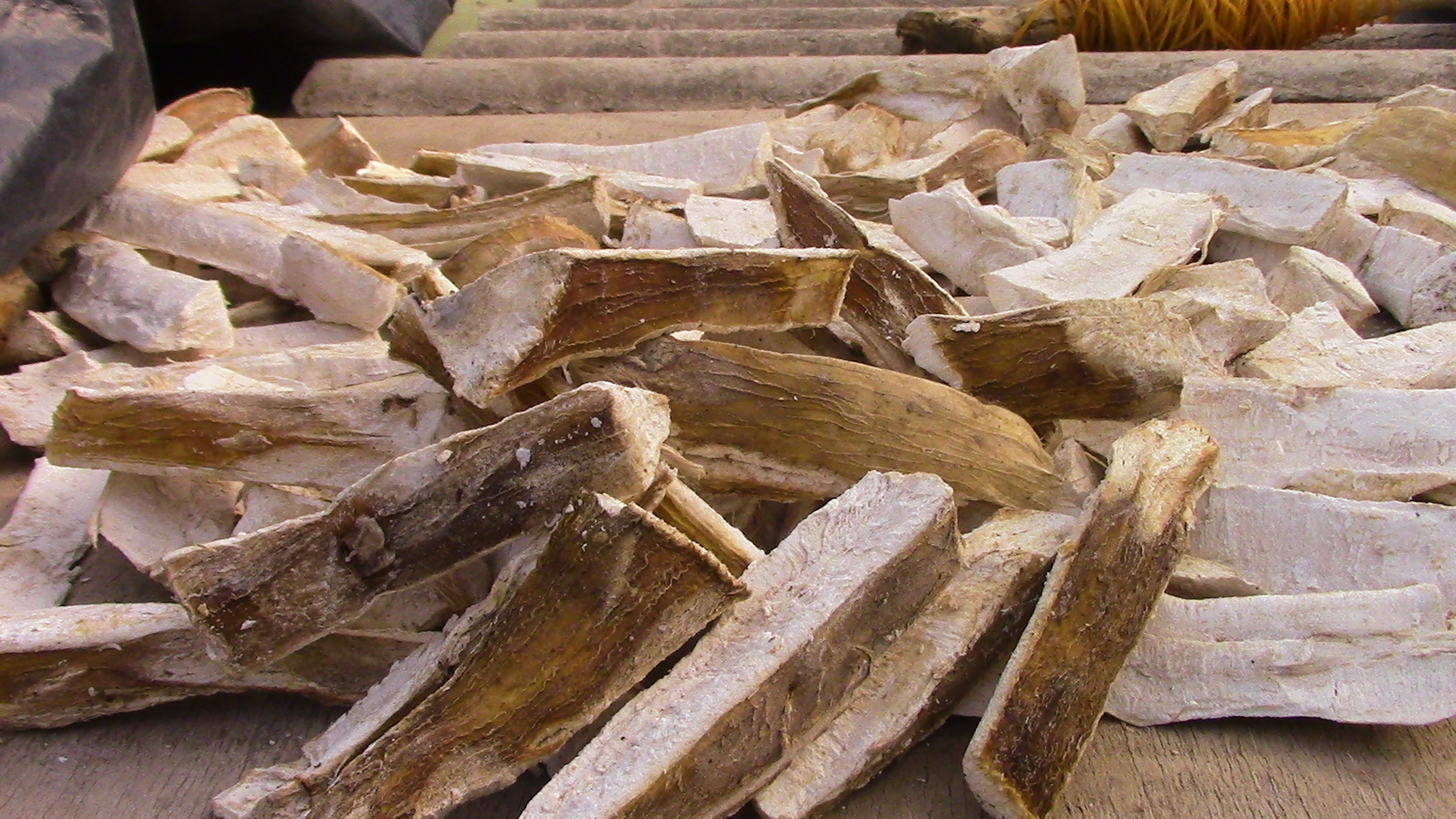
Konkonté brunâtre.
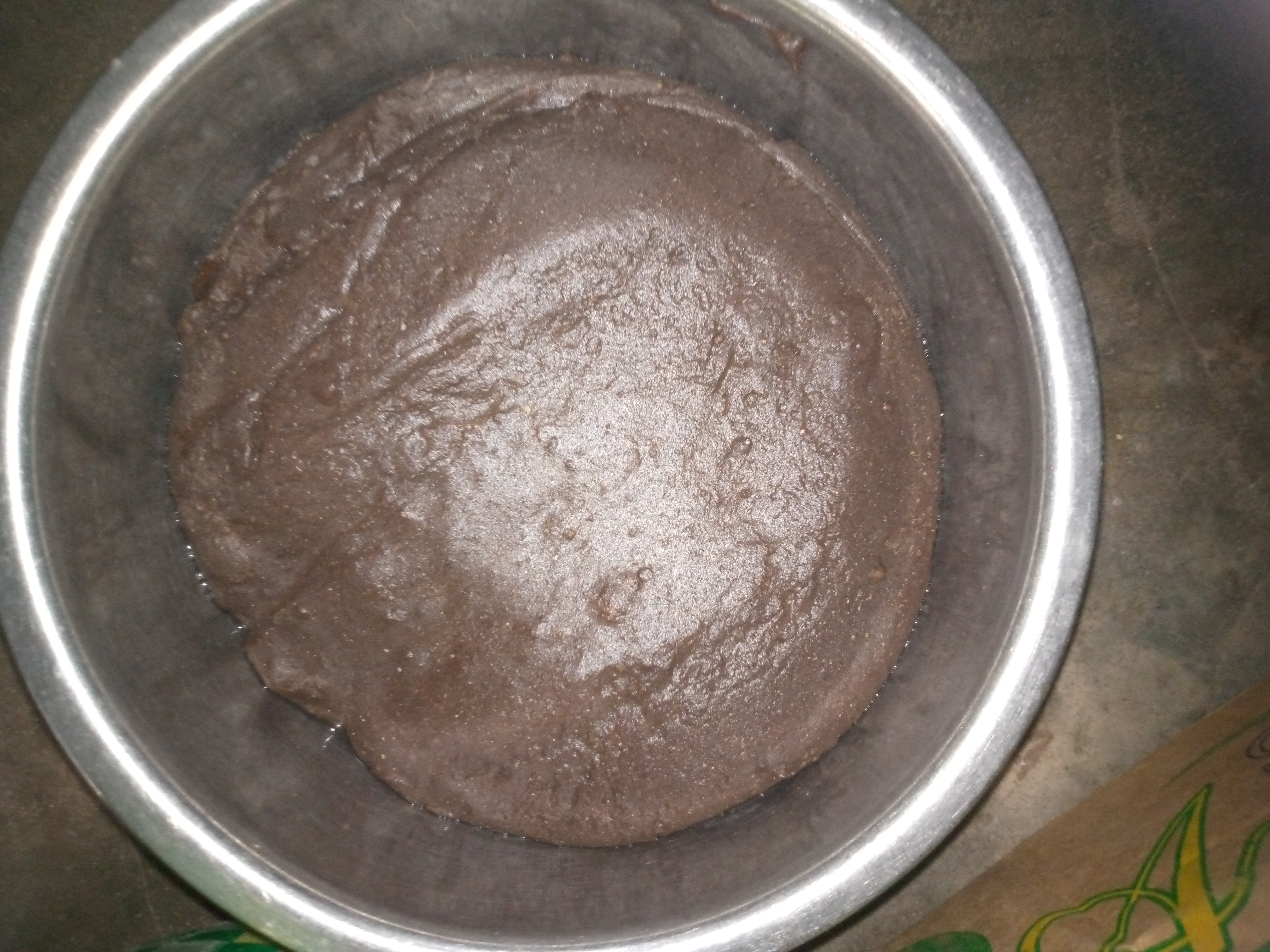
Konkonte brun chocolat.